# Carinodes vargasi
Carinodes vargasi là một loài tò vò trong họ Ichneumonidae.